# Народна скупштина Краљевине СХС 1921—1922.
Редовни сазив Народне скупштине Краљевине Срба, Хрвата и Словенаца је одржан од 20. октобра 1921. до 19. октобра 1922.

## Редовни сазив за 1921.
На основу указа Народна скупштина сазвана је за 20. октобар 1921. y редован сазив за 1921. годину. Претходни ванредни сазив ове Скупштине био је закључен дан пре тога с тим, да се сав заостали законодавни рад пренесе и изврши y току претстојећег редовног сазива. 21. октобра Скупштина је извршила избор сталног скупштинског часништва, па је за председника био изабран др. Иван Рибар, за првог потпредседника Милорад Вујичић, за другог потпредседника др. Халид Храсница a за трећег потпредседника Иван Урек, док су за секретаре изабрани Марко Вилић, Хусејин Алић, др. Милош Радосављевић, Живојин Видановић, Сретен Вукосављевић, Милутин Драговић, др. Војислав Јањић, Риста Одавић и Радослав Агатоновић.
Примајући председничку дужност др. Рибар је y једном краћем говору изјавио да, после доношења Видовданског устава, y првом редовном сазиву Народну скупштину чекају велики и крупни задаци. Уз буџет за следећу годину мора се донети и пословник, и остали закони који су y тесној вези са Уставом. У својим прелазним наређењима Устав предвиђа доношење важних закона који се односе на питање организације државе, a сва та питања Скупштина треба да реши y одређеном року. Нарочита пажња има се посветити социјалним и економским законима, и свима оним законима који ће захтевати мир и напредак наше нове државе, брзу и лаку одбрану од непријатеља и споља и изнутра. Председник др. Рибар упозорио је даље посланике да по Уставу сваки народни посланик има право подносити законске предлоге. „... Иницијатива је y рукама сваког појединог посланика, и за то не може бити ни једног који не би могао радити и који би се смео тужити на слаб и полаган рад ове Народне скупштине."
Рад y овој Скупштини, завршио је др. Рибар, мора бити обилат и плодан, он мора да унесе y најшире масе нашег народа уверење, да је Видовдански устав y истини сигурна база за наш развитак и напредак y привредном, социјалном и уопште културном животу.
29. октобра 1921. редован сазив отворен је читањем указа. Одмах затим влада Николе Пашића, кога је замењивао најстарији министар по рангу Марко Трифковић, дала је декларацију о догађајима y Мађарској. У владиној декларацији истицало се да је влада, поводом другог пуча бившег краља Карла, заједно са Чехословачком и Румунијом, предузела војне мере и живу дипломатску акцију. Бојазан Мале Антанте за мир y средњој Европи наишао је на жив одзив код Велике Антанте. „Са Прагом смо се споразумели одмах, ако Карло остане y Мађарској, да је то casus belli. Румунија је заузела исто гледиште, a Италија је изјавила да ће дејствовати заједно са Малом Антантом, y смислу тога споразума". Резултат владине акције био је тај, да ће Карло бити уклоњен, тј. предат Великој Антанти, и смештен негде, одакле не би могао поновити покушаје да заузме престо.
Поводом ове владине декларације развила се y Народној скупштини жива дискусија из које се најбоље види са коликим је живим интересом Народно представништво пратило ову царистичку авантуру. У дискусији учествовали су представници свих странака и клубова, a сва мишљења слагала су се y томе да треба онемогућити сваку даљу акцију Хабсбурговаца.
Фехим Курбеговић y име Југословенског муслиманског клуба поднео је предлог резолуције којом се влади изражава пуно поверење и тражи да, y циљу обезбеђења наше националне будућности, консолидације и развитка земље, употреби највећом енергијом и брзином сва расположива средства, како би се онемогућили покушаји Хабсбурговаца и како би се зајемчило извршење Тријанонског уговора о миру.
Милан Корун y име социјал-демократског клуба тражио је да се, с обзиром на догађаје y Мађарској, учини све што треба да се онемогући повратак Хабсбурговаца y Мађарску и да Мађарска влада изврши Тријанонски уговор о миру. Да би се избегао рат, треба употребити некрвава средства притиска.
Анте Дулибић y име Југословенског клуба налазио је да „покушај рестаурације Хабсбурговаца није ништа друго него атентат на мир не само y Краљевини СХС, него и на мир y Европи". Тражи да се, заједно са Малом и Великом Антантом употребе енергичне мере да се тај покушај спречи.
Јован Ђоновић y име Републиканског клуба нагласио је да се тај клуб противи рестаурацији Хабсбурговаца y Мађарској стога, што би та рестаурација пореметила мир y Европи и тражи да влада обавештава Народну скупштину о свим мерама које предузме.
Јанко Рајар y име Клуба словеначких самосталних сељака изјавио је да је покушај рестаурације Хабсбурговаца узнемирио целу земљу. Захтевао је да се мир безусловно зајемчи, и то са гарантијом да се Хабсбурговци више никада не могу вратити.
Воја Лазић, y име Земљорадничког клуба, тражио је стриктну примену међународних уговора.
Љубомир Давидовић y име Демократског клуба изјавио је да је, после свега што се догодило, први услов мира интернирање екс-цара Карла, и то такво над којим ће вршити надзор Мала Антанта. Захтевао је лојално испуњавање мировних уговора, и истакао да рад владе на одрбани државних интереса треба да буде енергичан, јер су y питању највиталнији интереси народа.
Љуба Јовановић, представник радикала, налазио је да су намере оних који су извели Карлов пуч биле да запале свет, као што су 1914. запалили Европу.
Дискусију о овоме питању завршио је председник Скупштине Иван Рибар, који је изјавио да је Народна скупштина једнодушно примила и одобрила владину изјаву.
На петом редовном састанку Народне скупштине, одржаном 6. новембра 1921. извршено је y Народној скупштини свечано полагање заклетве на Устав од стране Краља Александра I.
У пратњи председника владе Николе Пашића Краљ Александар довезао се y Скупштину, где га је пред улазом сачекао председник Скупштине др. Иван Рибар. У скупштинској дворани за Краља је била удешена нарочита краљевска трибина. Народни посланици дочекали су Краља стојећи, поздрављајући га бурно. Кад је заузео место на трибини Краљ је пред Јеванђељем прочитао текст заклетве, a затим је заклетву потписао. По положеној заклетви Краљ је целивао крст који му је поднео председник Скупштине др. Рибар, a затим Јеванђеље па се непрестано акламиран удаљио из просторија Народне скупштине.
3. марта 1922. извршен је нови избор председништва Народне скупштине, па је за председника био поново изабран др. Иван Рибар, за потпредседнике изабрани су Милорад Вујичић и др. Халид Храсница, a за секретаре су изабрани др. Војислав Јањић, Јанко Рајар, Хусејин Алић и Радослав Агатоновић. За све то време Скупштина се бавила исључиво законодавним радом.
5. јуна 1922, једним актом председника министарства Николе Пашића, Народна скупштина је била обавештена да ће се Краљ Александар 8. јуна 1922. венчати са Принцезом Маријом од Румуније. Тим поводом одржана је свечана седница Народне скупштине на којој је председник др. Рибар прочитао поменуто саопштење које је Народна скупштина примила са великим одушевљењем, кличући Краљу Александру и будућој Краљици Срба, Хрвата и Словенаца Марији. Саопштење о томе др. Рибар пропратио је једним говором, истичући радост Народне скупштине и целог народа поводом тога догађаја:
 ... Народна скупштина, као представница целокупног нашег народа, гледа y венчању нашег Краља своју државну и народну светковину — гледа не само личну срећу и радост нашег Краља, већ и срећу и радост нашег народа и државе.
Њено Величанство принцеза Марија прошла је са својим народом све ратне невоље и доживела величину своје државе и уједињење свога народа... И зато ће она као жена нашег Краља, који је са благопочившим својим родитељем Краљем Петром Великим Ослободиоцем, уз пожртвованост и самопрегор свога народа и јунаштво своје војске издржао несебично, херојски и мученички велике и дуготрајне ратове за ослобођење и уједињење, — и као будућа Краљица наше државе умети правилно да оцени све патње и жртве нашег народа... a умети да се нарочито са поштовањем увек сећа оних који су своје животе положили за спас Отаџбине и њену слободу, на чијим је костима сазидана ова слободна држава...

Нашем Краљу и нашем народу,
завршио је др. Рибар,
пристаје само оваква Краљица која има ту срећу, да ће бити прва Краљица наше државе Срба, Хрвата и Словенаца.
Председник је позвао народне посланике да на дан венчања Краљевског Пара буду y Саборној цркви, a да се после тога окупе y просторијама Старог двора, где је Народна скупштина поднела своја честитања Краљу Александру и Краљици Марији.

### Законодавни рад
Законодавни рад y току овога сазива био је обилан. До 19. октобра 1922, када је сазив завршен, Народна скупштина донела је следеће законе: закон о подели земље на области; буџетске дванаестине за јануар и фебруар 1922; закон о трговинском уговору са Аустријом; закон о трговинском уговору са Немачком; буџетске дванаестине за март и април 1922; Пословни ред y Народној скупштини; закон о обласној и среској самоуправи; закон о утрошку зајма y износу од 500.000,000 динара; закон о повећању цивилне листе Њ. В. Краља; закон о Државном савету; закон о управним судовима; буџетске дванаестине за мај и јуни 1922; закон о Државном рачуноводству; закон о бирачким списковима; закон о Главној контроли; закон о министарској одговорности; буџет прихода и расхода за 1922/1923 годину; ** закона о поступку y судовима и грађанским парницама; закон о државном спољном зајму од 1922 године и закон о укидању тачке 2 прелазних наређења закона о обласној и среској самоуправи. Сем тога Скупштина је расправљала и о једној оптужби по закону о министарској одговорности, поднесену против бившег министра војске генерала Зечевића, па је предлог о оптужби одбачен са 148:71 гласова, и изабрала три анкете које су се бавиле питањем пропасти регрута y току повлачења кроз Албанију 1915. године, о државном имању „Беље" и о ратној штети.